# Xiomara
Xiomara ist ein spanischer weiblicher Vorname.

## Namensträger
- Xiomara Alfaro (1930–2018), kubanische Sängerin
- Xiomara Castro (* 1959), honduranische Politikerin
- Xiomara Rivero (* 1968), kubanische Speerwerferin
- Xiomara Mapepa (* 2002), sambische Fußballspielerin
- Xiomara Acevedo (* vor 2000), kolumbianische Klimaschützerin